# Lupus Thomas
Lupus Thomas SJ, (fra.) Loup Thomas-Bonnotte (ur. 19 października 1719 w Entrains-sur-Nohain, zm. 2 września 1792 w Paryżu) – błogosławiony Kościoła katolickiego, męczennik, ofiara prześladowań antykatolickich okresu francuskiej rewolucji.
Do Towarzystwa Jezusowego wstąpił 7 września 1734 w Nancy. Po przyjęciu święceń kapłańskich podjął działalność dydaktyczną wykładając w kolegiach Pismo Święte, literaturę i matematykę. Po kasacie zakonu, w 1762 roku powrócił do diecezji, gdzie prowadził działalność apostolską przez kolejnych sześć lat. W 1772 roku został kapelanem urszulanek w Paryżu na Rue Saint-Jacques. W 1789 roku uczestniczył w wyborach delegatów do Stanów Generalnych. Aresztowany został w sierpniu 1792 roku za odmowę złożenia przysięgi na cywilną konstytucję kleru.
Był jedną z ofiar tak zwanych masakr wrześniowych, w których zginęło 300 duchownych i jednym z 23 zamordowanych jezuitów wśród 191 beatyfikowanych (z czego 14 zginęło w klasztorze karmelitów 2 września 1792 roku), a licząc w chwili śmierci 73 lata także jedną z najstarszych ofiar.
Dzienna rocznica śmierci jest dniem kiedy wspominany jest w Kościele katolickim, zaś jezuici wspominają go także 19 stycznia.
Lupus Thomas znalazł się w grupie 191 męczenników z Paryża beatyfikowanych przez papieża Piusa XI 17 października 1926.